# Петренко, Владимир Васильевич (скульптор)
Владимир Васильевич Петренко (16 сентября 1926, Ивановка, Донецкая область — 24 марта 2008, Симферополь) — советский и украинский скульптор и педагог, автор большого количества произведений монументальной скульптуры в городах Украины и, преимущественно, в Крыму. Многие его произведения в настоящее время — объекты культурного наследия народов России. Заслуженный художник УССР (1986).

## Биография
Родился 16 сентября 1926 года в селе Ивановцы (теперь Покровский район Донецкой области, Украина). Участник Великой Отечественной войны.
В 1955 году окончил Днепропетровское художественное училище, в 1961 году — Харьковский художественный институт (педагоги по специальности А. И. Жирадков, А. В. Сытник, Н. Л. Рябинин).
С 1961 года проживает в Крыму. Он один из авторов скульптурного оформления здания Севастопольской панорамы (в том числе автор бюста Даши Севастопольской).
Участвовал в выставках: республиканских с 1960 года, всесоюзных с 1961 года. Преподавал скульптуру в Крымском художественном училище имени Н. С. Самокиша.
До 1986 года член правления Крымской организации Союза художников УССР. Был председателем художественной секции художественного совета Крымской организации Национального союза художников Украины.
Умер в Симферополе 24 марта 2008 года.

## Семья
Жена ― художник и скульптор, соавтор ряда работ Петренко Надежда Ивановна (1930-2005).

## Творчество
Работал в области станковой и монументальной скульптуры.

### Известные произведения[6]
- портрет К. Э. Циолковского (дерево, 1960, Национальный музей во Львове),
- бюст Даши Севастопольской на здании панорамы Оборона Севастополя, охраняется в составе ансамбля  Объект культурного наследия народов РФ регионального значения. Рег. № 921711284950005 (ЕГРОКН);
- бюст Героя Социалистического Труда, крымского виноградаря М. А. Македонского, (диорит, 1965);
- скульптура "Штурм Перекопа", (бронза, литьё, 1968);
- бюст Героя Социалистического Труда, крымского виноградаря А. В. Пиковой (в замужестве Волосенко) (гранит, 1970);
- бюст М. В. Фрунзе, (гранит, 1966) Симферополь, первоначально перед новым главным корпусом Крымского государственного педагогического института, позднее был перенесён к корпусу на улице Студенческая, 12;
- Мемориал Братская могила восьми Героев Советского Союза. Скульпторы В. В. Петренко, Н. И. Петренко, архитектор А. М. Крамаренко, Геройское  Объект культурного наследия народов РФ регионального значения. Рег. № 911710872670005 (ЕГРОКН)
- совместное исполнение  памятника В. И. Ленину (автор Н. П. Петрова), (1965) Симферополь, бульвар Ленина, сквер  Объект культурного наследия народов РФ регионального значения. Рег. № 911710892850005 (ЕГРОКН)
- Памятник Д. И. Ульянову (скульпторы В. В. Петренко и Н. И. Петренко, архитектор Е. В. Попов), (открыт 30 апреля 1971) Симферополь, ул. Желябова, сквер  Объект культурного наследия народов РФ регионального значения. Рег. № 911710884000005 (ЕГРОКН)
- композиции «Бурные годы» (гипс, 1968), «Ленинское завещание» (дерево, 1969), «Полдень» (1982), «Пшеница золотая» (1984), «Солнце над тундрой» (1987).
- композиция «Три грации» (1966)

- Доска с барельефом Ю. П. Гавена. Симферополь. ул. Гавена.
- Бюст Олега Кошевого. Харьков. Сквер Победы
- Памятник в честь советских воинов и односельчан, павших на фронтах Великой Отечественной войны. На невысоком постаменте — две женские фигуры, застывшие в вечной скорби о погибших. Над ними на гранитной стеле барельефное изображение трех советских воинов в касках. У подножия горит Вечный огонь (скульптор В. В. Петренко, архитектор А. А. Алифтерова) (1975) Кировское  Объект культурного наследия народов РФ регионального значения. Рег. № 911710955880005 (ЕГРОКН);

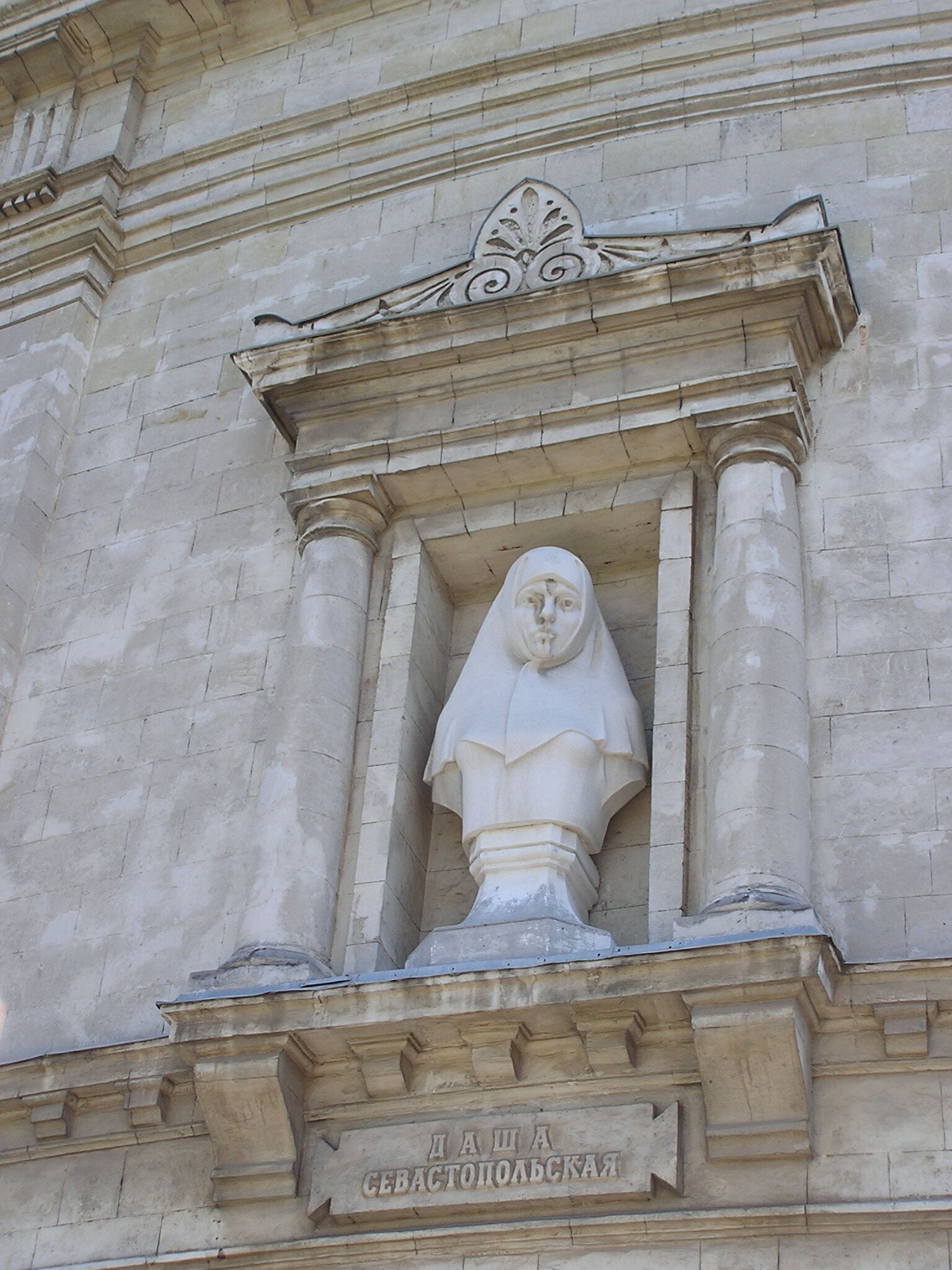
Памятник И. А. Назукину (скульпторы В. В. Петренко, В. З. Замеховский).(1980) Феодосия, ул. Горького;  Объект культурного наследия народов РФ регионального значения. Рег. № 911710934950005 (ЕГРОКН)  - Бюст Даши Севастопольской на здании панорамы Оборона Севастополя
Бюст М. В. Фрунзе в Симферополь, улица Студенческая, 12
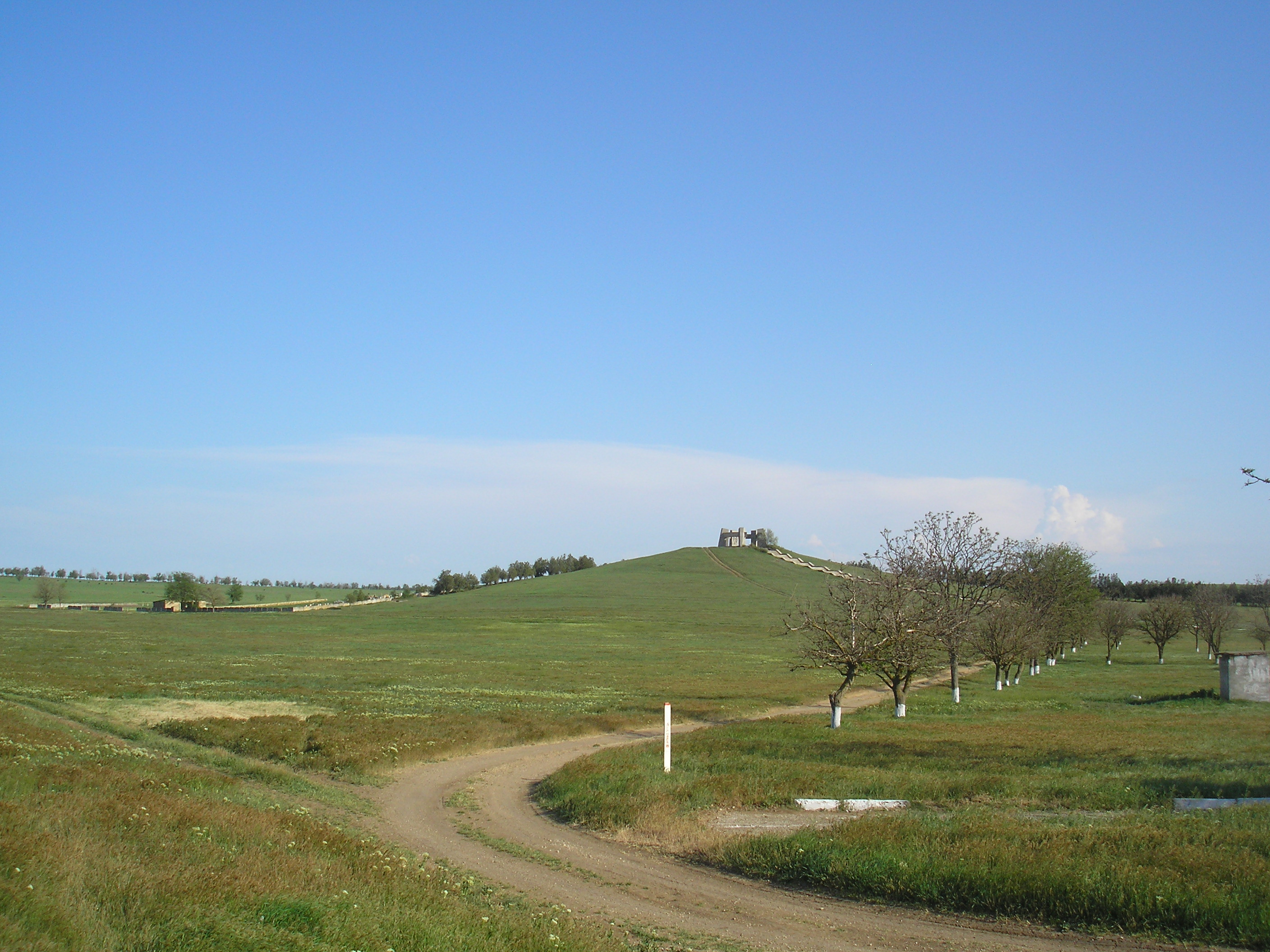
Братская могила восьми Героев Советского Союза. Скульпторы В. В. Петренко, Н. И. Петренко, архитектор А. М. Крамаренко, Геройское
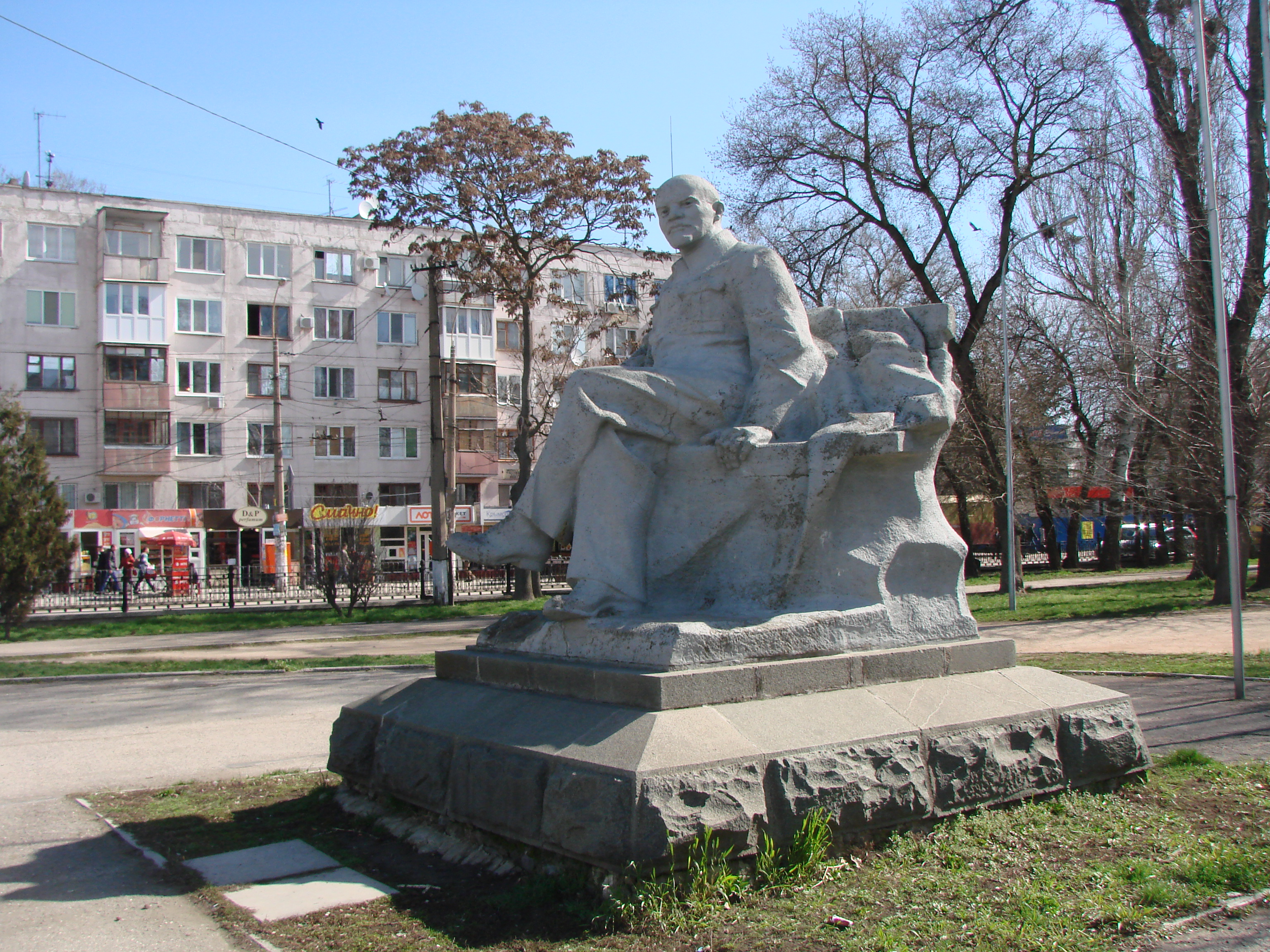
Памятник В. И. Ленину (автор Н. П. Петрова исполнение совместно с Петренко В.В.) Симферополь, бульвар Ленина, сквер
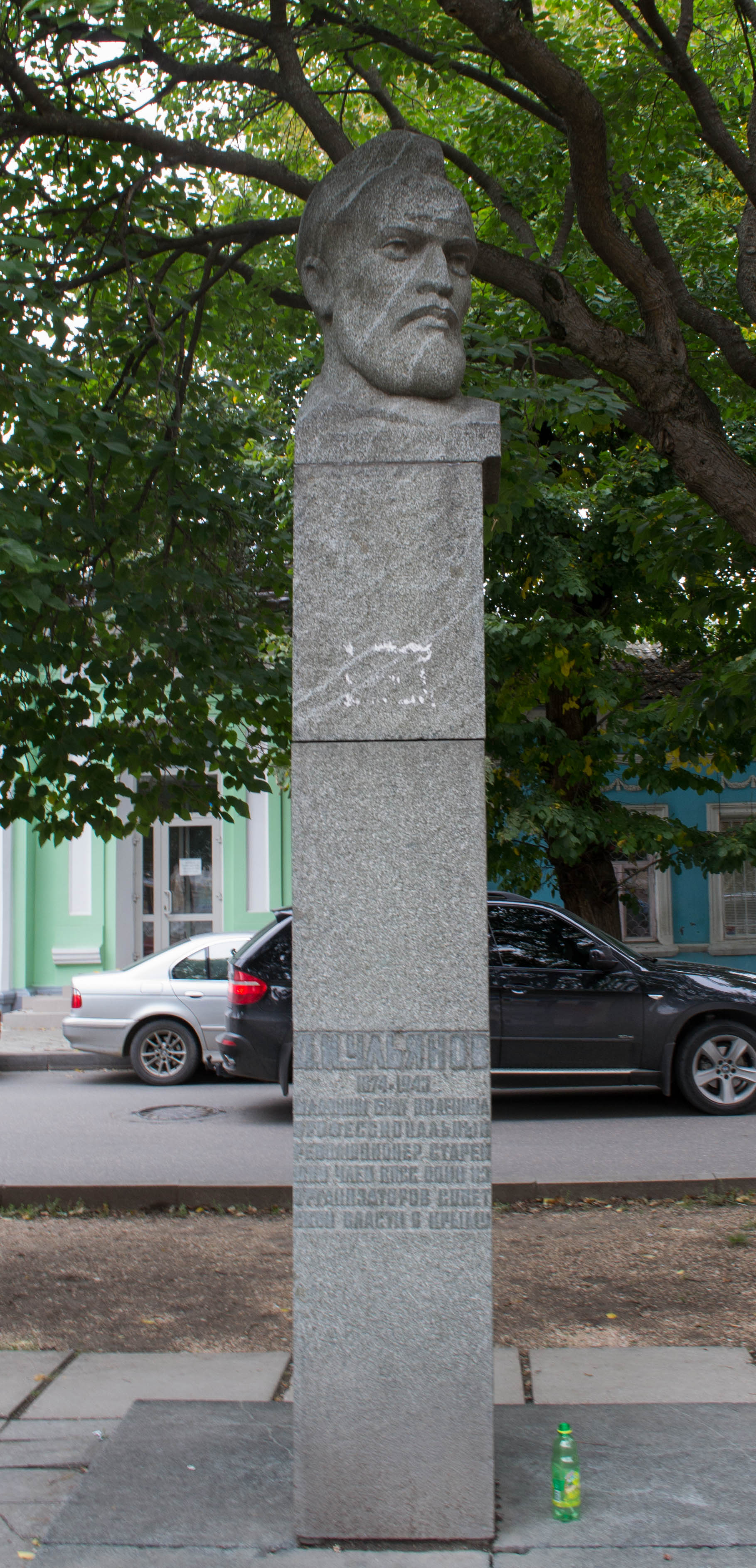
Памятник Д. И. Ульянову (скульпторы В. В. Петренко и Н. И. Петренко), Симферополь, ул. Желябова, сквер
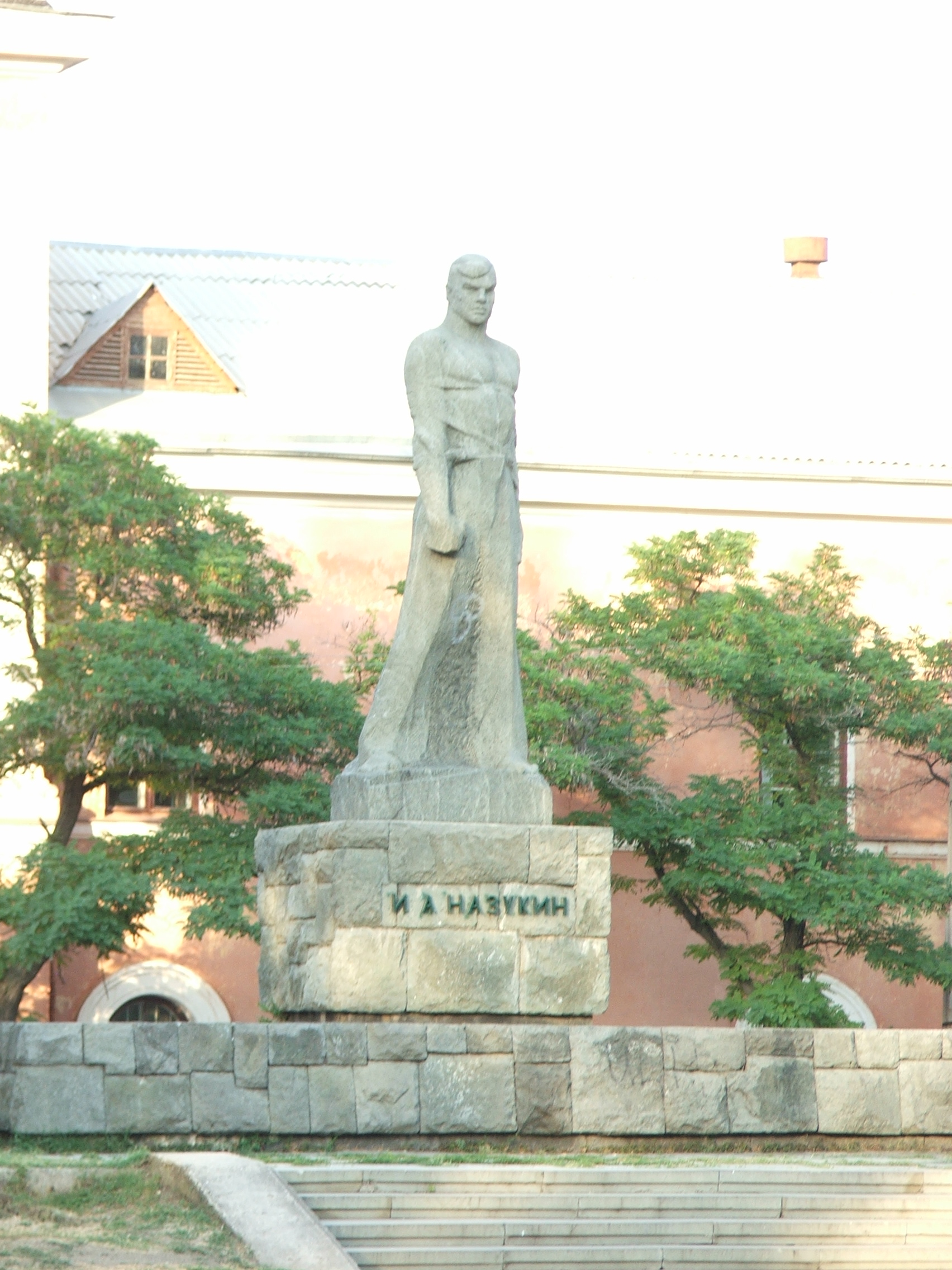
Памятник И. А. Назукину (скульпторы В. В. Петренко, В. З. Замеховский) Феодосия, ул. Горького
  - Бюст М. В. Фрунзе в Симферополь, улица Студенческая, 12
  - Братская могила восьми Героев Советского Союза. Скульпторы В. В. Петренко, Н. И. Петренко, архитектор А. М. Крамаренко, Геройское
  - Памятник В. И. Ленину (автор Н. П. Петрова исполнение совместно с Петренко В.В.) Симферополь, бульвар Ленина, сквер
  - Памятник Д. И. Ульянову (скульпторы В. В. Петренко и Н. И. Петренко), Симферополь, ул. Желябова, сквер
  - Памятник И. А. Назукину (скульпторы В. В. Петренко, В. З. Замеховский) Феодосия, ул. Горького

## Награды
- Награждён орденом Отечественной войны 2 степени (6 апреля 1985)[1];
- Медали
- Заслуженный художник УССР с 1986 года.

- Грамота Президиума Верховного Совета УССР